# Bryce Brown (cestista)
Bryce Wade Brown (Stone Mountain, 24 luglio 1997) è un cestista statunitense.

## Statistiche

### College
| Anno      | Squadra       | PG  | PT | MP   | TC%  | 3P%  | TL%  | RP  | AP  | PRP | SP  | PP   |
| --------- | ------------- | --- | -- | ---- | ---- | ---- | ---- | --- | --- | --- | --- | ---- |
| 2015-2016 | Auburn Tigers | 30  | 11 | 24,7 | 33,9 | 37,0 | 82,6 | 1,8 | 0,7 | 0,4 | 0,0 | 10,1 |
| 2016-2017 | Auburn Tigers | 28  | 13 | 21,1 | 36,0 | 40,0 | 66,7 | 2,0 | 1,3 | 1,0 | 0,2 | 7,5  |
| 2017-2018 | Auburn Tigers | 33  | 33 | 31,2 | 40,1 | 38,2 | 77,5 | 2,0 | 1,7 | 1,0 | 0,2 | 15,9 |
| 2018-2019 | Auburn Tigers | 40  | 40 | 32,0 | 43,7 | 41,0 | 80,7 | 2,1 | 1,9 | 1,1 | 0,1 | 15,9 |
| Carriera  | Carriera      | 131 | 97 | 27,8 | 39,5 | 39,2 | 78,5 | 2,0 | 1,4 | 0,9 | 0,1 | 12,8 |

## Palmarès
- Campionato polacco: 1

W.M. Szczecin: 2022-2023